# Gonia picea
Gonia picea là một loài ruồi trong họ Tachinidae.